# Bruce Pascoe
Bruce Pascoe (Richmond, 1947) é um escritor aborígine australiano de ficção literária, não-ficção, poesia, ensaios e literatura infantil. Além de seu próprio nome, Pascoe escreveu sob os pseudônimos de Murray Gray e Leopold Glass. Desde agosto de 2020, ele é Enterprise Professor em Agricultura Indígena na Universidade de Melbourne.
Pascoe é mais conhecido por seu trabalho Dark Emu: Black Seeds: Agriculture or Accident? (2014), no qual ele argumenta que os povos tradicionais aborígines e ilhéus do Estreito de Torres se dedicam à agricultura, engenharia e construção permanente de edifícios, e que suas práticas fornecem modelos possíveis para o futuro desenvolvimento sustentável na Austrália.

## Primeiros anos e educação
Pascoe nasceu em Richmond, Vitória, na Austrália em 1947. Ele cresceu em uma família pobre da classe trabalhadora; seu pai, Alf, era carpinteiro, e sua mãe, Gloria Pascoe, ganhou uma medalha de ouro em boliche nosJogos Paralímpicos de Arnhem de 1980. Pascoe passou seus primeiros anos na Ilha King, onde seu pai trabalhava na mina de tungstênio. Sua família mudou-se para Mornington, Vitória, quando ele tinha 10 anos, e dois anos depois mudou-se para o subúrbio de Fawkner, em Melbourne. Ele frequentou a escola estadual local antes de concluir o ensino secundário na University High School, onde sua irmã ganhou uma bolsa acadêmica. Pascoe passou a frequentar a Universidade de Melbourne, inicialmente estudando comércio, mas depois transferindo-se para o Melbourne State College. Depois de se formar como Bacharel em Educação, ele foi enviado para um pequeno município perto de Shepparton. Mais tarde, ele ensinou em Bairnsdale por nove anos.

## Carreira
Enquanto estava de licença de sua carreira de professor, Pascoe comprou uma propriedade agrícola mista de 300 hectares (740 acre(s)s) e ocasionalmente trabalhava como pescador de abalone. Nas horas vagas, começou a escrever contos, poesias e artigos de jornal.
Em 1982, ele voltou para Melbourne e procurou publicar um jornal de contos. Ele entrou em conflito com os editores existentes e, em vez disso, decidiu formar sua própria empresa, levantando dez mil dólares australianos em capital com sua amiga Lorraine Phelan. Ele dirigia a Pascoe Publishing e a Seaglass Books com sua esposa, Lyn Harwood.
De 1982 a 1998, Pascoe editou e publicou uma nova revista trimestral de contos, Australian Short Stories, que publicou todas as formas de contos de escritores consagrados e novos, entre eles Helen Garner, Gillian Mears e Tim Winton. A primeira edição quase esgotou sua tiragem inicial de 20 mil cópias.
O personagem principal de seu romance de 1988, Fox, é um fugitivo em busca de sua identidade e lar aborígine. O livro trata de questões como mortes de aborígines sob custódia, discriminação e , além de misturar as tradições aborígines com a vida e a educação contemporâneas.
Convincing Ground: Learning to Fall in Love with Your Country (2007), cujo título é extraído do massacre de Convincing Ground, examina documentos históricos e relatos de testemunhas oculares de incidentes na história australiana e os relaciona com os "debates em andamento sobre identidade, desapropriação, memória e comunidade”. É descrito na sinopse da editora como um livro "para todos os australianos, como um antídoto para a grande incapacidade australiana de lidar respeitosamente com o passado indígena construído da nação".
Pascoe apareceu na premiada série de documentários que foi ao ar na SBS Television em 2008, First Australians, foi diretor do projeto Commonwealth Australian Studies para a Commonwealth Schools Commission, e trabalhou extensivamente na preservação da língua Wathaurong, produção de um dicionário da língua.
Fog a Dox, uma história para jovens adultos, ganhou o Prêmio Literário do Primeiro Ministro em 2013 e foi indicado para o Prêmio de Livro do Premier da Austrália Ocidental de 2013 (categoria para jovens adultos) e o Prêmio Mortal de 2013 (categoria de livro publicado do ano). Os jurados do Prêmio PM comentaram que "A aborígine do autor transparece, mas ele a usa com leveza (...)", em uma história que incorpora o conhecimento cultural indígena.

### Dark Emu(2014)
Dark Emu: Black Seeds: Agriculture or Accident?, publicado pela primeira vez em 2014, desafia a alegação de que os povos aborígines australianos pré-coloniais eram apenas caçadores-coletores. Pascoe argumenta que seu exame das contas dos primeiros colonos e outras fontes fornece evidências de agricultura, aquicultura, engenharia e aldeias de habitação permanente em sociedades aborígenes tradicionais. O livro ganhou o prêmio de Livro do Ano no NSW Premier's Literary Awards e foi amplamente elogiado por popularizar pesquisas anteriores sobre a sofisticação das economias aborígenes. O livro também atraiu polêmica. Uma revisão favorável de suas implicações culturais na revista acadêmica on-line The Conversation desencadeou um debate sobre o uso de Pascoe de suas fontes históricas. Uma segunda edição, intitulada Dark Emu: Aboriginal Australia and the Birth of Agriculture foi publicada em meados de 2018, e uma versão do livro para leitores mais jovens, intitulada Young Dark Emu: A Truer History, foi publicada em 2019. A versão de 2019 foi indicada para o Prêmio do Festival de Adelaide de Literatura de 2020 na seção Prêmio de Literatura Infantil.
O sucesso de Dark Emu e Young Dark Emu gerou uma crítica de Peter Sutton e Keryn Walshe, que argumentam que Pascoe cita fontes seletivamente e interpreta mal evidências arqueológicas e antropológicas para tirar conclusões que dão uma visão enganosa das sociedades aborígines.
Em outubro de 2019, foi anunciado que um documentário de Dark Emu seria feito para a televisão pela Blackfella Films, co-escrito por Pascoe com Jacob Hickey, dirigido por Erica Glynn e produzido por Darren Dale e Belinda Mravicic.

### Últimos trabalhos e outras funções
Em setembro de 2015, em colaboração com a Poets House em Nova Iorque, uma gravação de seis membros da First Nations Australia Writers Network lendo seus trabalhos foi apresentada em um evento especial, que foi gravado. Pascoe foi um dos leitores, junto com Jeanine Leane, Dub Leffler, Melissa Lucashenko, Jared Thomas e Ellen van Neerven.
Pascoe foi nomeado Professor Empresarial em Agricultura Indígena na Universidade de Melbourne em setembro de 2020, em uma função "dentro da Escola de Agricultura e Alimentação, (...) projetada para construir conhecimento e compreensão da agricultura indígena dentro do corpo docente e aumentar o engajamento e a pesquisa atividades nesta área".
Pascoe é um voluntário da Country Fire Authority. Ele lutou contra os incêndios florestais de 2019–20 perto de Mallacoota. Em janeiro de 2020, ele foi para Nova Gales do Sul para ajudar lá, antes de retornar a Mallacoota. Ele cancelou suas apresentações agendadas em um evento do Perth Festival em fevereiro e na Adelaide Writers 'Week em março, para permanecer em East Gippsland com intuito de avaliar os danos causados à sua propriedade em Mallacoota e ajudar sua comunidade no esforço de recuperação após o as queimadas.

## Identidade aborígine
Com trinta e poucos anos, Pascoe encontrou ancestrais aborígines em ambos os lados de sua família, incluindo da Tasmânia (Palawa), do povo Bunurong da nação Kulin de Vitória e dos Yuin do sul de Nova Gales do Sul. Ele se identificou como os povos Koori aos 40 anos de idade. Ele reconhece sua ascendência colonial da Cornualha e da Europa, mas diz que se sente aborígine, escrevendo: "Não importa a cor da sua pele, o que importa é o quão profundamente você está inserido na cultura. É o pulso da minha vida". Ele disse que sua família negou sua própria aborígine por muito tempo, e foi somente quando ele investigou as "ausências flagrantes" na história da família que ele foi atraído para a sociedade e cultura aborígine.
Em Convincing Ground (2007), Pascoe escreveu sobre os perigos de "pessoas de herança quebrada e distante como eu (...) invadindo sua comunidade redescoberta esperando ser saudado como o filho pródigo", dizendo que aqueles que cresceram sem consciência de seu aborígine não pode ter experimentado racismo, ser afastado da família ou outras desvantagens e não pode "compreender completamente o que é ser aborígine. Você perdeu contato com sua identidade e em áreas muito profundas ela nunca pode ser recuperada." Ele diz que alguns ramos de árvores genealógicas e registros públicos muitas vezes foram "podados de alguns ramos". Neste livro e em entrevistas, Pascoe admite que sua ascendência aborígine é distante e que ele é "mais da Cornualha do que Koori".
Após a violação do colunista Andrew Bolt da Lei de Discriminação Racial em 2011 relacionada a comentários sobre aborígines de pele clara, Pascoe sugeriu que ele e Bolt poderiam "conversar" juntos, sem rancor, porque "acho que é razoável para a Austrália saber se as pessoas de pele pálida que se identificam como aborígenes são dinkum justos”. Ele descreveu como e por que sua ascendência aborígine – e a de muitos outros – foi enterrada, e que a explicação completa seria muito longa e complicada.
Em dezembro de 2019, a advogada indígena Josephine Cashman alegou que Pascoe havia se beneficiado financeiramente por alegar falsamente ser indígena. A Polícia Federal Australiana investigou e afirmou que nenhuma ofensa da Commonwealth foi identificada.
Em janeiro de 2020, Pascoe disse acreditar que as alegações de que ele não é aborígine são motivadas por querer desacreditar Dark Emu. Ele já havia respondido à rejeição do Conselho de Terra e Mar de Boonwurrung de sua conexão com Bunurong, dizendo que sua conexão era por meio da família da Tasmânia, não por meio de Bunurong vitoriano central. Alguns dias depois, o presidente do Conselho de Terras Aborígenes da Tasmânia, Michael Mansell, afirmou que não acredita que Pascoe tenha ascendência indígena, e deveria parar de alegar que sim. No entanto, Mansell reconheceu que alguns líderes indígenas, incluindo Marcia Langton e Ken Wyatt, apoiaram a aborígene de Pascoe com base em sua reivindicação de reconhecimento da comunidade.
Em 2021, Nyunggai Warren Mundine afirmou que os genealogistas "fizeram pesquisas de que todos os ancestrais de Pascoe podem ser rastreados até a Inglaterra. Pascoe não abordou isso e tem sido persistentemente vago sobre quem são seus ancestrais aborígenes e de onde eles vieram." O historiador Geoffrey Blainey afirmou que "agora se sabe que os quatro avós [de Pascoe] eram descendentes de ingleses".

## Prêmios
- 1999: Fellowship of Australian Writers – Prêmio de Literatura Australiana por Shark, co-vencedor (com David Foster).[43][2]
- 2013: Prêmio Literário do Primeiro Ministro – Ficção para Jovens Adultos.[44]
- 2013: Deadly Awards – Livro publicado do ano.[45]
- 2016: Prêmio Literário de NSW Premier pelo trabalho em Dark Emu[46]
- 2016: New South Wales Premier's Literary Awards – Prêmio de Escritores Indígenas.[47]
- 2018: Australia Council for the Arts – Prêmio pelo conjunto de sua obra.[48]
- 2020: Prêmio de Livro Infantil do Ano, Prêmio Eve Pownall de Livros Informativos para Young Dark Emu.[49]
- 2021: Australian Society of Authors – Medalha ASA.[50]

Pascoe foi indicado como Pessoa do Ano no National Dreamtime Awards 2018 e também foi convidado pelo aborígene Yuin Max Dulumunmum Harrison para uma cerimônia cultural especial que durou vários dias. No mesmo ano, ele apresentou "Mother Earth" para a Eric Rolls Memorial Lecture.

## Vida pessoal
Em 1982, Pascoe se separou de uma mulher com quem se casou após se formar na faculdade. Eles têm uma filha. No mesmo ano, ele se casou com Lyn Harwood. Ambos têm um filho. Em 2017, Pascoe e Harwood se separaram. De acordo com Pascoe, a separação foi devido às suas muitas ausências e à missão de se dedicar à agricultura no final da vida.
Pascoe vive em uma fazenda de 60 hectares (150 acre(s)s) perto de Mallacoota, em East Gippsland, na costa leste de Vitória. Ele também está trabalhando para sua empresa familiar, Black Duck Foods, que visa produzir o tipo de produto indígena mencionado em Dark Emu em escala comercial.

## Obras publicadas
A lista a seguir é uma seleção dos 182 itens de Pascoe listados no Austlit desde dezembro de 2019:
- A Corner Full of Characters (em inglês), Blackstone Press, 1981, ISBN 0959387005
- Night Animals (em inglês), Penguin Books, 1986, ISBN 9780140087420
- Fox (em inglês), livros McPhee Gribble/Penguin, 1988, ISBN 9780140114089
- Ruby-eyed Coucal (em inglês), Magabala Books, 1996, ISBN 9781875641291
- Wathaurong: Too bloody strong: Stories and life journeys of people from Wathaurong (em inglês), Pascoe Publishing, 1997, ISBN 0947087311
- Cape Otway: Coast of secrets (em inglês), 1997
- Shark (em inglês), Magabala Books, 1999, ISBN 9781875641482
- Nightjar (em inglês), Seaglass Books, 2000, ISBN 9780947087357
- Earth (em inglês), Livros Magabala, 2001, ISBN 1875641610
- Ocean (em inglês), Bruce Sims Books, 2002, ISBN 9780957780064
- Foxies in a Firehose: A piece of doggerel from Warragul (em inglês), Seaglass Books, 2006, ISBN 0947087362
- Bloke (em inglês). [S.l.]: Penguin Books Limited. 3 de agosto de 2009. ISBN 978-0-85796-558-5
- Convincing Ground: Learning to Fall in Love with Your Country (em inglês). [S.l.]: Aboriginal Studies Press. 2007. ISBN 978-0-85575-549-2
- The Little Red Yellow Black Book: An introduction to indigenous Australia (em inglês), Aboriginal Studies Press, 2008, ISBN 9780855756154
- Fog a Dox (em inglês), Magabala Books, 2012,ISBN 9781922142597
- Dark Emu: Black Seeds: Agriculture Or Accident?  (em inglês), Livros Magabala, 2014, ISBN 9781922142436[58][59]
- Seahorse (em inglês), Magabala Books, 2015, ISBN 9781921248931
- Mrs Whitlam (em inglês), Magabala Books, 2016, ISBN 9781925360240
- Young Dark Emu: A Truer History (em inglês), Magabala Books, 2019, ISBN 9781925360844
- Salt: Selected Stories and Essays (em inglês), Black Inc, 2019, ISBN 9781760641580 [60]

Ele também escreveu sob os nomes de Murray Gray (The Great Australian Novel: At Last it's Here, um romance satírico de 1984) e Leopold Glass ( Ribcage: All You Need Is $ 800,000 – Quickly, um romance policial de 1999).